# 三宅インターチェンジ (岐阜県)
三宅インターチェンジ（みやけインターチェンジ）は、岐阜県羽島郡岐南町三宅にある国道21号（岐大バイパス）のインターチェンジである。岐南町町道に接続する。

## 概要
岐大バイパス開通当初は平面交差点（上新田交差点）であったが、2000年（平成12年）、岐大バイパスと那加バイパスを高架で接続させる区間（三宅立体区間）の2車線暫定供用及び、2003年（平成15年）3月、三宅立体4車線開通により開設される。
接続する岐南町町道は、都市計画道路北一色若宮地線として、整備が進められている。
三宅インターチェンジは、各務原市川島地区（旧川島町）方面へ接続するインターチェンジの役割もあり、案内板には、河川環境楽園の表示がされている。

## 周辺
- 岐南町立東小学校
- 石作神社